# The Crystals (Las Vegas)
The Crystals ist ein zum CityCenter gehörendes Einkaufszentrum mit Entertainment-Bereich in Paradise, Bundesstaat Nevada, in den Vereinigten Staaten. Die Grundstücksfläche beträgt 46.000 m² und beinhaltet ein Shopping-Center, Vergnügungsbereiche mit Edelklubs, Galerien, Gourmet-Restaurants und weiteren Attraktionen.

## Geschichte
Die Innenarchitektur übernahm die Rockwell Group welche eine Umgebung kreierten, welche das Stadtbild des CityCenter komplettiert.

## Auszeichnungen
Am 22. Oktober 2009 wurde The Crystals der LEED Gold-Preis verliehen.

## Einzelhändler
- Assouline
- Bally
- Bottega Veneta
- Bulgari
- Carolina Herrera
- Cartier
- Christian Dior
- de Grisogono
- Ermenegildo Zegna
- Fendi
- Gucci
- Harry Winston
- Hermès
- HStern
- Ilori
- Kiton
- Lanvin
- Louis Vuitton
- Marni
- Mikimoto
- Miu Miu
- Paul Smith
- Porsche Design Group
- Prada
- Pucci
- Roberto Cavalli
- Tiffany & Co.
- Tom Ford
- Tourbillion
- Van Cleef & Arpels
- Versace
- Yves Saint Laurent

## Bildergalerie

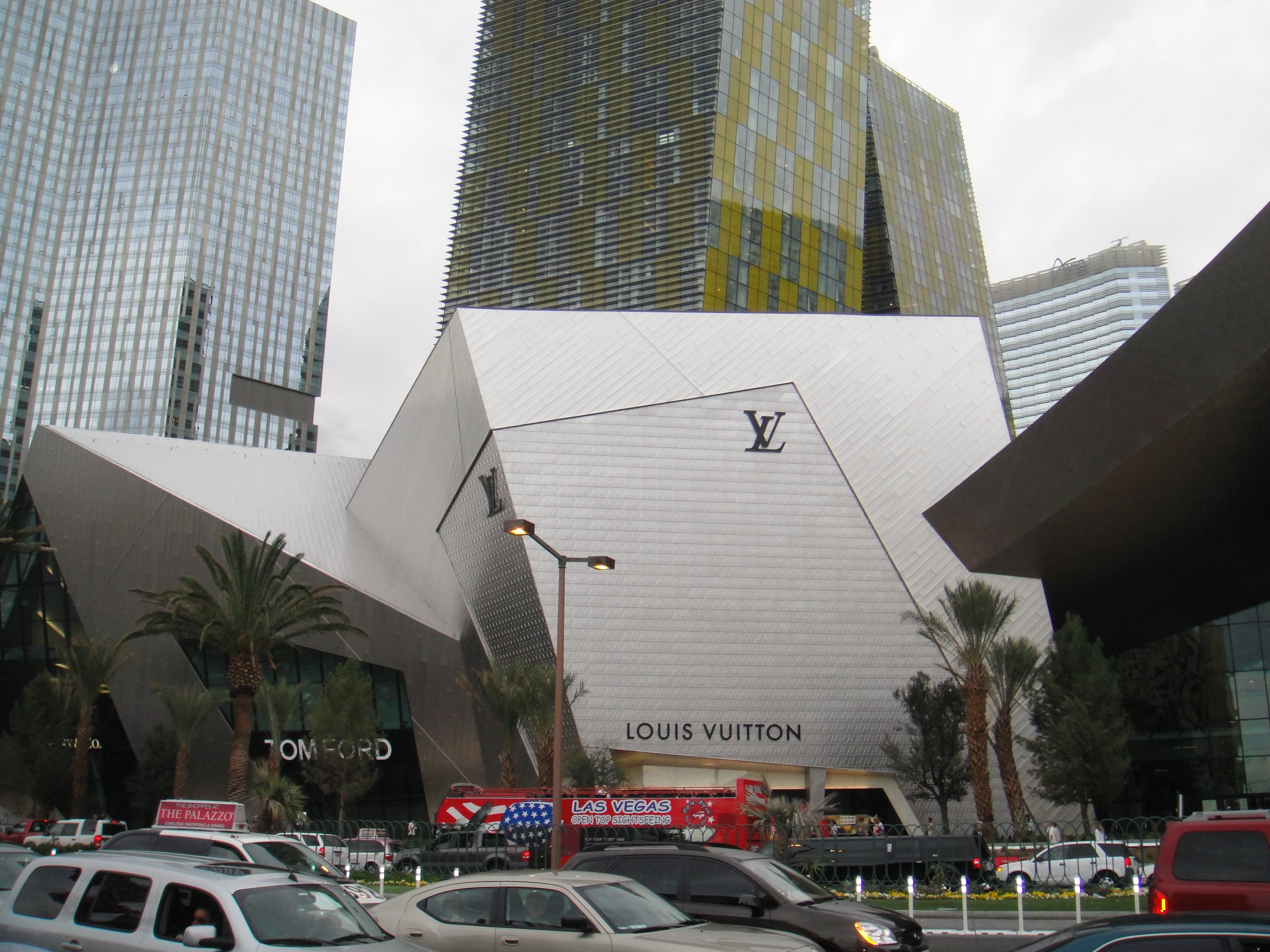
Außenansicht entlang des Strip
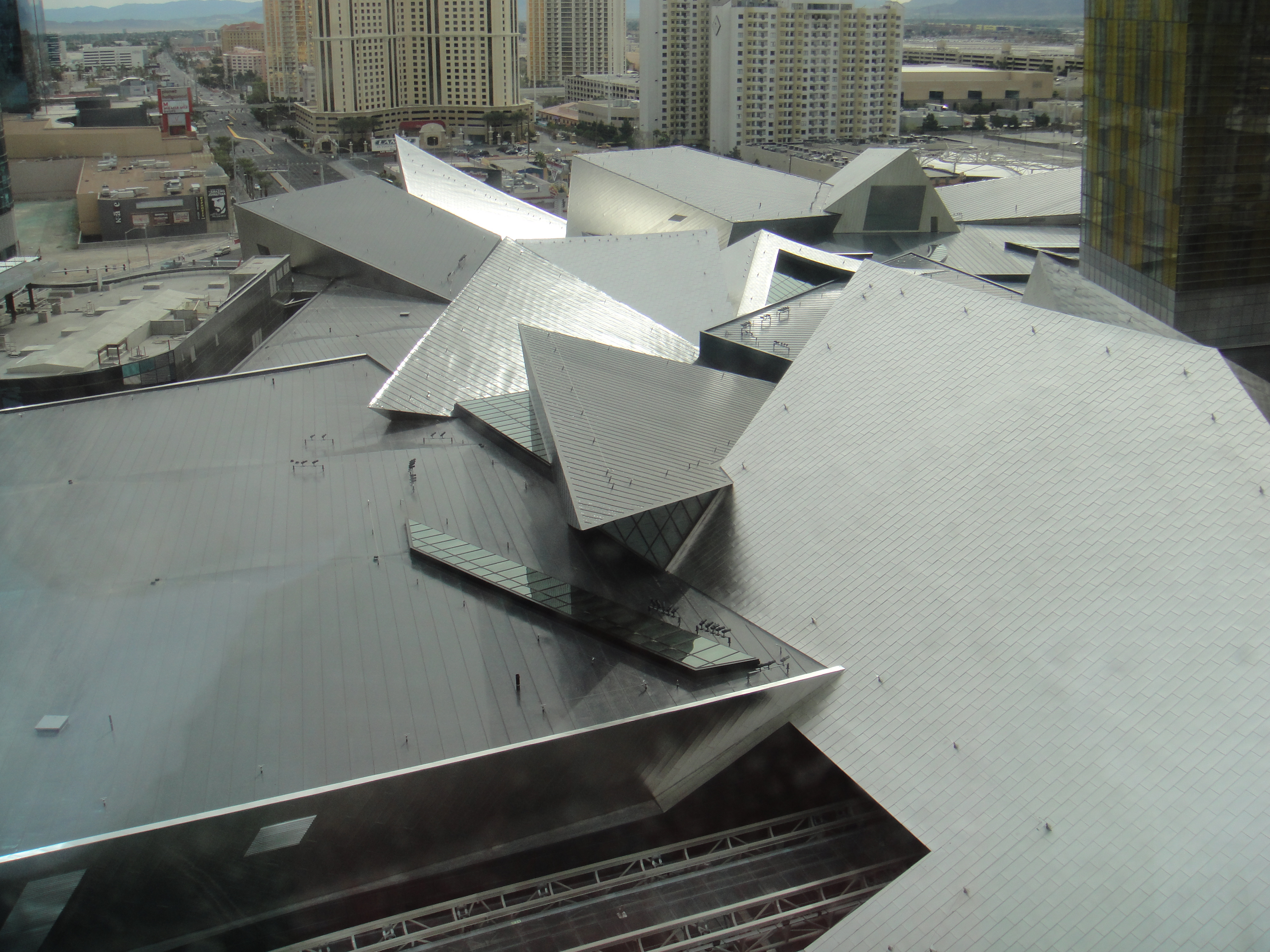
Außenansicht der Dächer
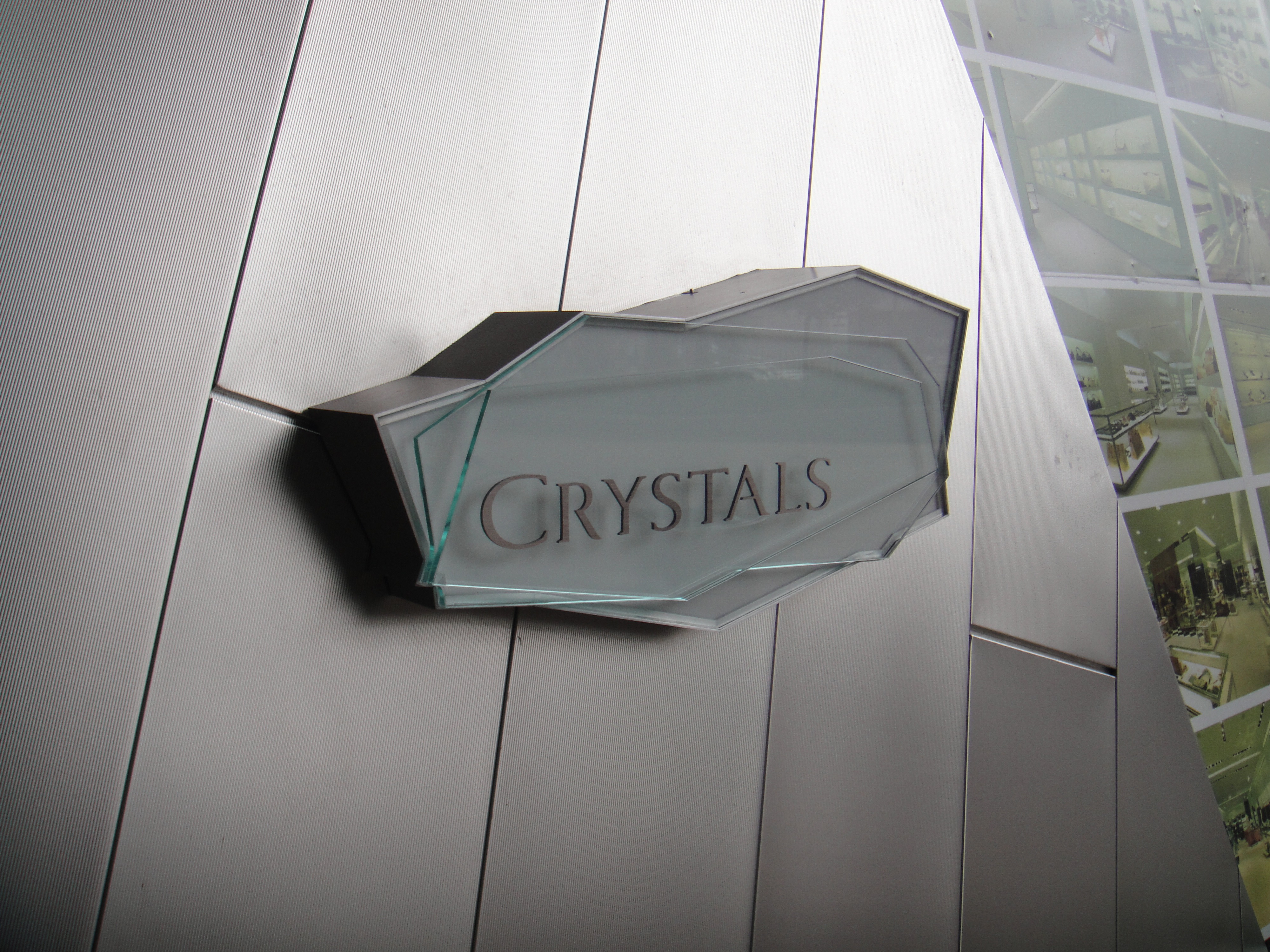
Eingangsschild
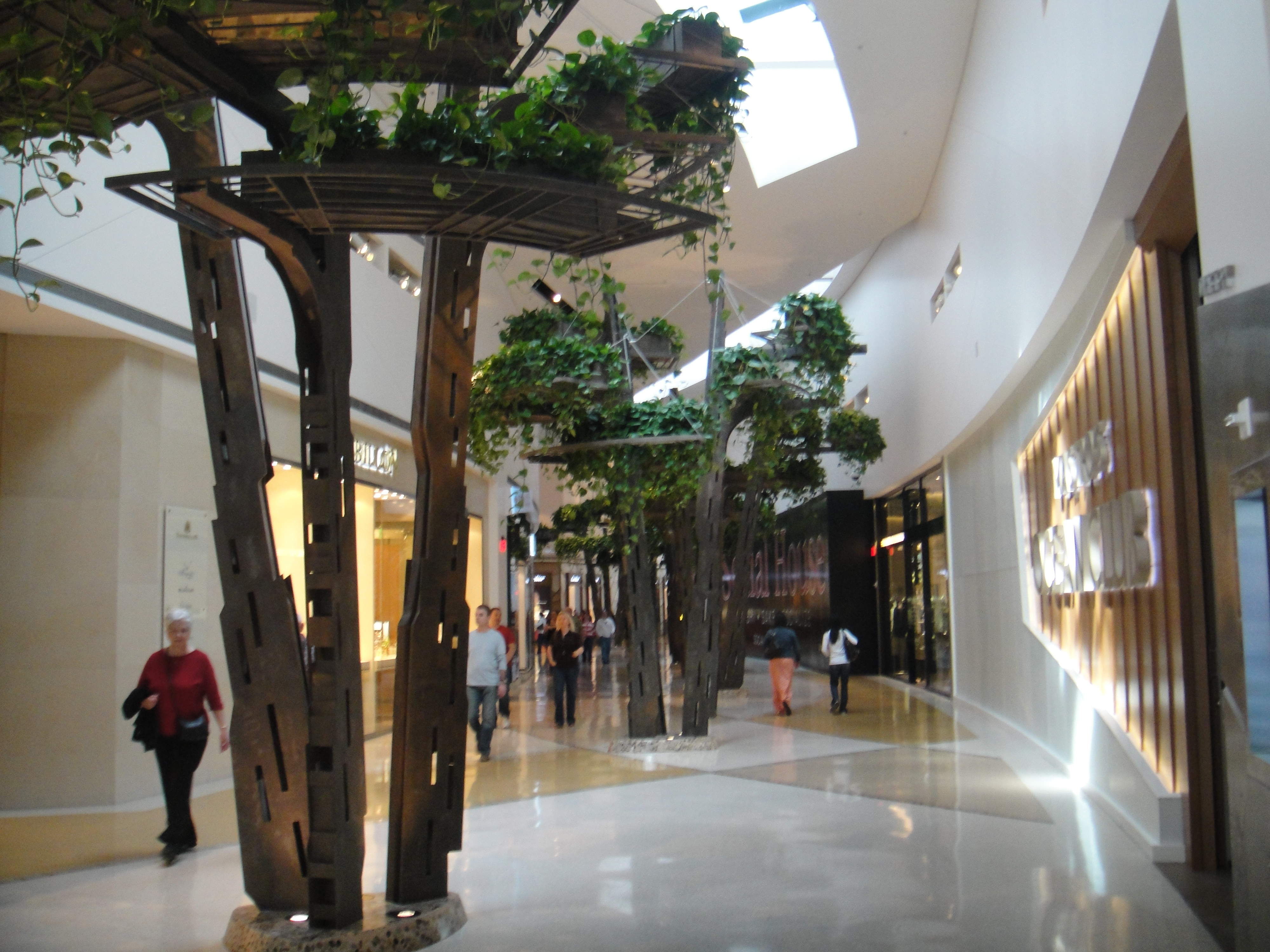
Innenansicht aus dem Erdgeschoss
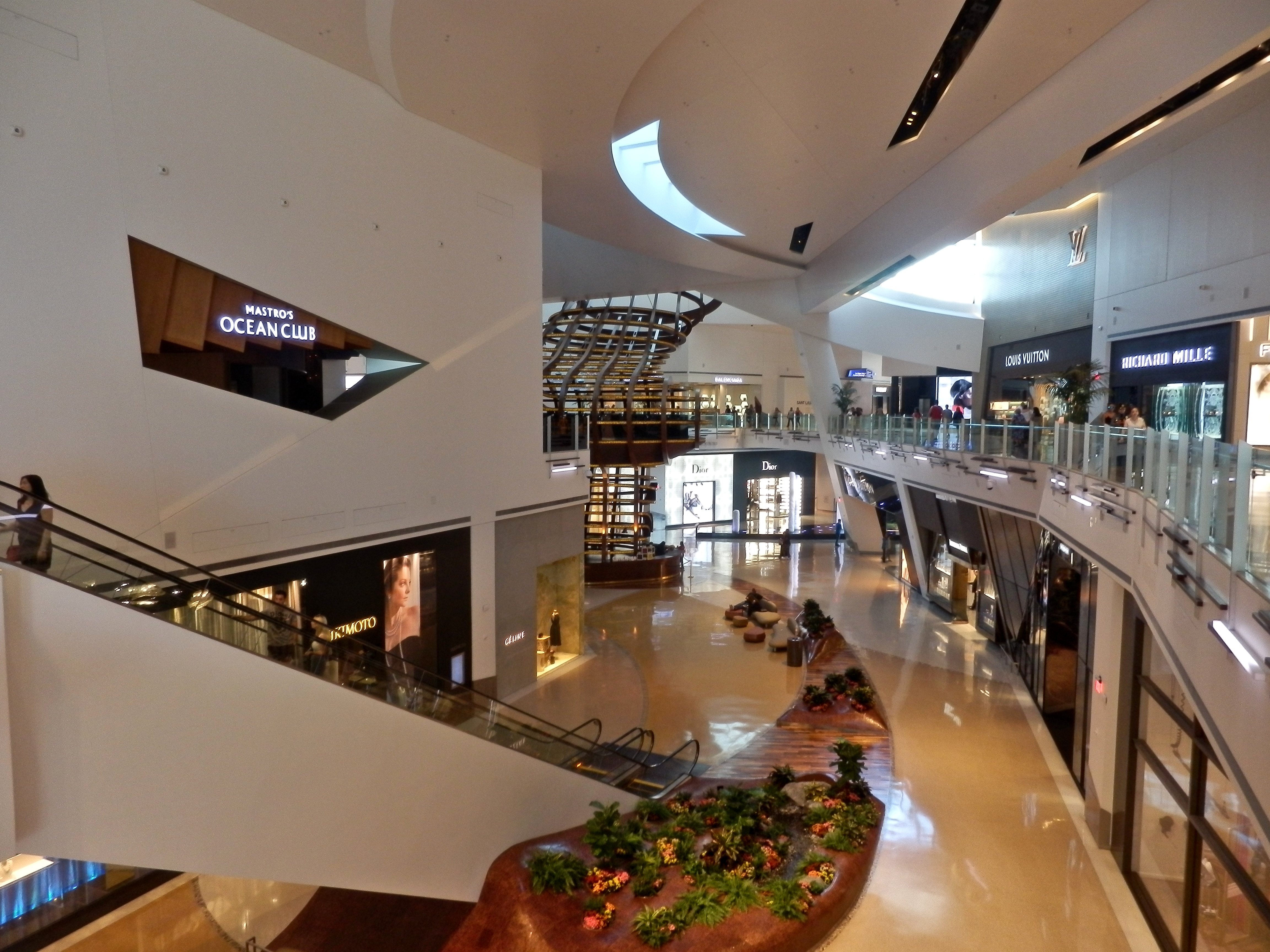
Innenansicht aus dem ersten Geschoss
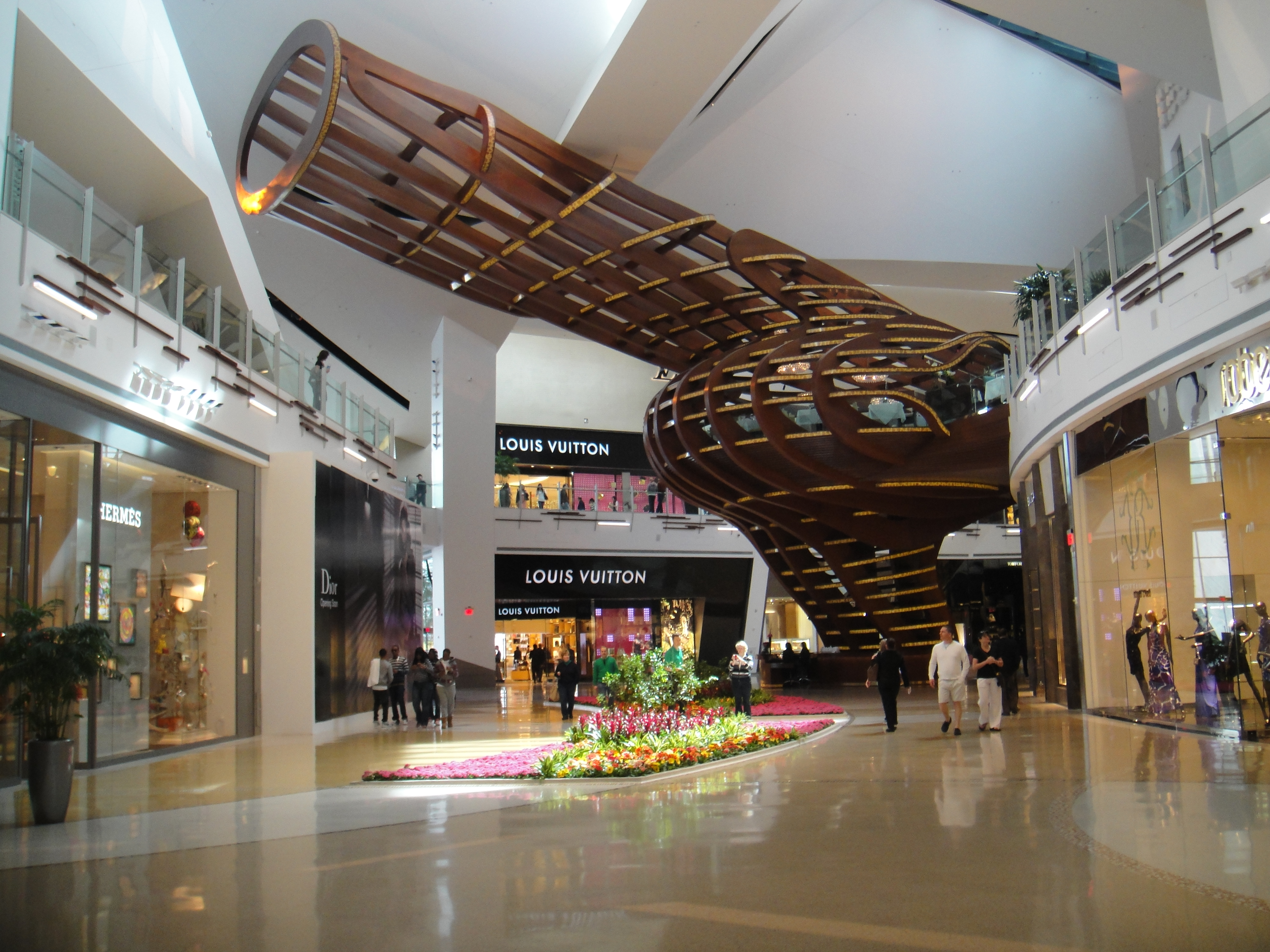
Mastro’s Ocean Club